# 孛羅帖木兒 (魏王)
孛罗帖木儿（？—1353年），元朝宗室，蒙古族人，封魏王。
孛罗帖木儿的父亲是魏王阿木哥，祖父是追尊顺宗答剌麻八剌，曾祖父太子真金，高祖父元世祖忽必烈。泰定元年（1324年）六月，阿木哥卒。孛罗帖木儿的的哥哥阿鲁，至顺元年（1330年）被元文宗封为西靖王，出镇陕西。孛罗帖木儿袭封魏王，元顺帝至正十三年（1353年），与伯家奴同讨河南白莲教反元军，他嗜酒没有设防备。为变军劫获执拿，被害。其女鲁国大长公主，嫁给高丽恭愍王，一说是其妹。